# Lema de Zorn
El lema de Zorn o axioma de Zorn és un enunciat en teoria de conjunts, equivalent a l'axioma de l'elecció, que sovint s'usa per demostrar l'existència d'un objecte matemàtic que no es pot obtenir explícitament. El seu nom prové del matemàtic Max Zorn.
La formulació més curta és que cada conjunt ordenat inductivament té un element maximal o, cosa que és el mateix, cada conjunt parcialment ordenat en el que cada cadena (i.e. un subconjunt totalment ordenat) té una cota superior, conté com a mínim un element maximal.
A continuació concretarem la definició d'aquests termes. Suposem que (P,≤) és un conjunt parcialment ordenat. Un subconjunt seu T és totalment ordenat si per a qualssevol s, t elements de T es dona alguna de les comparacions s ≤ t o bé t ≤ s. Aquest conjunt T té una cota superior u de P si t ≤ u per a tot t dins de T. Observeu que u és un element de P però no cal que sigui element de la cadena T. Finalment, un element maximal de P és un element m dins de P tal que no hi ha cap altre element x de P que sigui diferent de m i faci m ≤ x.